# Margaret Farrel George
Margaret Farrell George (Sligo, 27 de diciembre de 1787 - Cincinnati, 12 de noviembre de 1868) fue una religiosa católica irlandesa, miembro del grupo de fundadoras de las Hermanas de la Caridad de Elizabeth Seton, directora de varias escuelas y orfanatos en Nueva York, Frederick, Richmond, Virginia y Boston; y fundadora de las Hermanas de la Caridad de Cincinnati.

## Biografía
Margaret Farrell George nació en Sligo, Irlanda, el 27 de diciembre de 1787, emigró con su familia a los Estados Unidos cuando tenía seis años. Hija de Bridget Farrell. Perdió a su padre y a sus hermanos en la epidemia de fiebre amarilla entre 1794 y 1795, y en poco tiempo se mudó con su madre a Baltimore, Maryland. A los 20 años de edad se casó con Lucas George, profesor de clásicos en St.Mary's College. Enviudó once meses después de la boda. Durante el período de la enfermería de su esposo, Margaret estaba embarazada. Pero también perdió el bebé en 1809. Fue durante este período cuando conoció a Elizabeth Seton, recién llegada a Baltimore para abrir una escuela. En junio de 1809, Elizabeth Seton se mudó a Emmitsburg, un pequeño pueblo al oeste de Baltimore, donde fundó a las Hermanas de la Caridad el 31 de julio de 1809. Durante los siguientes años, Margaret permaneció en Baltimore, enseñó en una academia para niñas, y estuvo involucrada en actividades de beneficencia. A pesas de la distancia, mantuvo los lazos con Elizabeth Seton.
El 2 de febrero de 1812, ella y su madre Bridget se mudaron a St. Joseph's en Emmitsburg, con el fin de unirse a las hermanas de la Caridad. Margaret hizo parto del primer grupo de hermanas en hacer votos en la nueva comunidad. Se desempeñó como Tesorera de 1813 a 1819 y como profesora en la Academia de San José, donde enseñó historia, contabilidad, francés y caligrafía. Durante sus cuatro años de estadía en la casa madre, ella compiló una lista de las primeras miembros de la comunidad y dirigió el Diario de San José. Cada uno de estos documentos contribuyó significativamente a registrar la historia temprana de la congregación. Margaret fue asignada a Cincinnati, Ohio, en febrero de 1845. Aquí dirigió el orfanato y la escuela para niñas.  Los superiores en Emmitsburg habían decidido unirse a las con las Hijas de la Caridad de San Vicente de Paúl. Margaret y varias de las otras hermanas en la misión de Cincinnati, sintiendo que deseaban permanecer fieles a la visión de Elizabeth Seton de una comunidad estadounidense que responde a las necesidades de la iglesia estadounidense, aceptaron la invitación del obispo John Baptist Purcell para formar una congregación independiente. El 25 de marzo de 1852 dio inicio a las Hermanas de la Caridad de Cincinnati. Margaret George fue elegida la primera madre general. En 1862, sufrió un derrame cerebral y se vio obligada a abandonar la vida activa, se refugió en la casa madre de Cincinnati y murió el 12 de noviembre de 1868.